# Sabulodes arnissa
Sabulodes arnissa är en fjärilsart som beskrevs av Druce 1891. Sabulodes arnissa ingår i släktet Sabulodes och familjen mätare. Inga underarter finns listade.